# Basketbola klubs ASK Rīga
Il Basketbola klubs ASK Rīga (in italiano Club cestistico dell'ASK Riga), noto anche come ASK Rīga, è stata la sezione di pallacanestro maschile della società polisportiva lettone Armijas Sporta Klubs Rīga di Riga.
L'ASK partecipò alla massima divisione del campionato lettone, giocando le partite casalinghe al Daugavas Sporta nams; i suoi colori sociali furono il blu e il giallo.

## Storia
La società visse il suo periodo migliore alla fine degli anni cinquanta, conquistando tre titoli nazionali dell'Unione Sovietica e tre Coppe dei Campioni.
Dopo la caduta dell'impero sovietico, la società cessò l'attività sportiva. Nel 1995, però, si fuse con il BK Brocēni dando origine al'ASK/Brocēni e partecipò al campionato lettone. Dopo il fallimento del 2001 la squadra rinacque come Skonto Rīga, ma fallì nuovamente nel 2004. Rifondato come BK Rīga, il club riprese il nome originario nel 2006, conquistando l'anno successivo il suo ultimo titolo nazionale. Nella stagione 2007-08 ha perso in finale contro il Barons.
In seguito a gravi problemi finanziari il club è fallito nel settembre 2009, cessando ogni attività sportiva.

## Palmarès

### Competizioni nazionali
- Campionato sovietico: 3

ASK: 1955, 1957, 1958
- Campionato lettone: 1

ASK: 2006-2007

### Competizioni internazionali
- Coppa dei Campioni: 3

ASK: 1958, 1958-59, 1959-60